# Revolución del 5 de septiembre de 1811 en Concepción

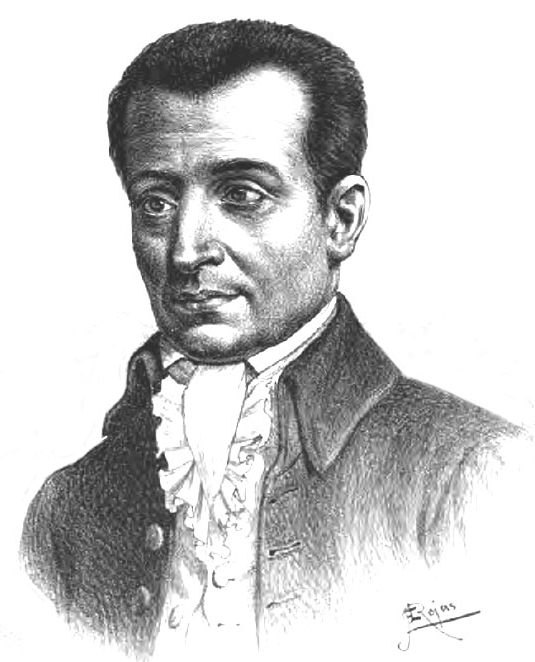
Juan Martínez de Rozas fue durante mucho tiempo el líder de la facción exaltada. Sin embargo, el continuo desgaste de su figura y la incapacidad de torcerle la mano a la mayoría realista y moderada, lo hicieron desistir de continuar la lucha política en Santiago y por ello viajó a Concepción.

La Revolución del 5 de septiembre de 1811 en Concepción fue un movimiento político con características separatistas instigado por el patriota Juan Martínez de Rozas. El argumento utilizado para imponer el quiebre fue la escandalosa elección y permanencia en sus cargos de 12 diputados por Santiago en el Primer Congreso Nacional en lugar de los 6 acordados con anterioridad. Esto llevó a que el Cabildo de Concepción destituyera a los diputados por la ciudad bajo los cargos de no responder a los deseos de la ciudad y de permanecer impertérritos ante tan flagrante irregularidad. Sin embargo en Concepción, a la hora de realizar el Cabildo y declarar una Junta Provisional Gubernativa, no estaban al tanto de los sucesos que el día anterior habían ocurrido en Santiago, con el primer golpe de Estado de José Miguel Carrera. Al conocerse la noticia de ambos movimientos y sus propósitos, rápidamente los estados de ánimos se calmaron tras una inicial preocupación, y se celebró la victoria total de las ideas patrióticas.
|  |

## Labor del congreso hasta la marcha de Rozas
No son pocos los autores que interpretan la escena política chilena de fines de 1810 e inicios de 1811 como una lucha entre rocistas y antirrocistas en lugar de seguir la interpretación tradicional que habla de una lucha entre exaltados o radicales contra realistas o conservadores. Se postula a Martínez de Rozas como el líder de una facción deseosa de un gobierno fuerte, y que en gran parte, se unirá al posterior gobierno de O´Higgins. Contrarios a ellos se encontraban quienes posteriormente serían liberales y radicales, partidarios de una mayor participación popular y de limitar las atribuciones gubernamentales.

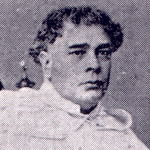
Fray Joaquín Larraín, al mando de la Casa Otomana, desplazó a Rozas como líder de la facción exaltada.

Sin embargo, Rozas era un hombre no muy querido por la aristocracia santiaguina y cuestionaba una serie de acciones que éste había realizado a lo largo del último año, como lo era el escándalo del Scorpion, su estrecha alianza con Álvarez Jonte y su presumible responsabilidad en el motín de Figueroa. Sin embargo, en las elecciones para la conformación del Congreso nacional el bando rocista fue vencido en la crucial elección efectuada en Santiago, en donde la victoria fue aún más contundente debido al aumento de representantes que sufrió la ciudad de Santiago, pasando de 6 a 12 miembros. Esto motivó las reiteradas quejas de la facción más proclive a las ideas independentistas, facción liderada ya por los Larraínes u Ochocientos, quienes habían desplazado al derrotado Martínez de Rozas en el control de la oposición a los antirrocistas. 
Aún más en desgracia cayó Martínez de Rozas después de su fallido intento de recurrir a la realización de un complot para imponer sus ideas, pero el día 27 de julio no se habían juntado más que algunos individuos y no se habían presentado ni Juan José Carrera ni sus Granaderos. Al ver todas las puertas cerradas, los diputados más radicales y rocistas se retiraron de la asamblea legislativa el día 9 de agosto. Con el cambio en el transcurso de la revolución, Martínez de Rozas viajó al sur para llevar a cabo un movimiento revolucionario en Concepción, que se efectuaría el día 5 de septiembre, sin conocer los acontecimientos que ya el día 4 se habían realizado en la ciudad de Santiago, y que eran liderados por los hermanos Carrera.
Rozas, quien se había marchado de Santiago el 13 de agosto al ver que la supremacía de moderados y realistas era infranqueable, llegó a Concepción la noche del día 25, siendo recibido de gran manera por sus amigos.

## Rozas denuncia a Santiago
Rápidamente puso en marcha su plan de difundir las injusticias del Congreso con el nombramiento de los doce diputados por Santiago y subrayó en la mera observancia de los diputados por Concepción. Al dar Rozas la noticia del retiro estrepitoso de los doce diputados exaltados, fray Antonio Orihuela denunció las intenciones de la aristocracia santiaguina de mantener en la servidumbre al pueblo, y sus palabras calaron hondo entre los patriotas de Concepción. El gobernador, coronel Pedro José Benavente, estaba al tanto de lo ocurrido con el Congreso en Santiago y no opuso resistencias a las manifestaciones de descontento por parte de la población penquista. Así, el día 2 de septiembre se reunieron 141 patriotas en la casa de Manuel Vásquez de Novoa quienes unánimemente le solicitaron al Gobernador que cuanto antes convocara a un Cabildo Abierto, para que fuese el pueblo de la ciudad el que pusiera soluciones ante tan grande injusticia:

Viendo nosotros que ya es preciso deponer esta indiferencia que nos arrastra a la más lamentable situación, revestidos de la autoridad que en sí y por naturaleza se reconoce en una asociación de un pueblo, queremos desde luego tratar en consejo (Cabildo) abierto lo que nos sea más benéfico. Para ello a V.S. pedimos se haga como llevamos expuesto, convocando al efecto para el día y hora acostumbrados, con la protesta que desde luego hacemos de preparar el referido Cabildo Abierto de nuestra general voluntad en el acto mismo no esperado de negativa, y sin recurso uno ni ninguno, por ser así de justicia.

Haciendo aparentar así que el gobernador no podía imponerse a la voluntad general, Benavente no demoró en decretar que el Cabildo se efectuaría el día 5 de aquel mes, citándose a los vecinos de la ciudad para que expusiesen sus agravios. El cabildo se efectuó el día 5 de septiembre, sin tener conocimiento de los hechos que habían ocurrido el día anterior en Santiago.

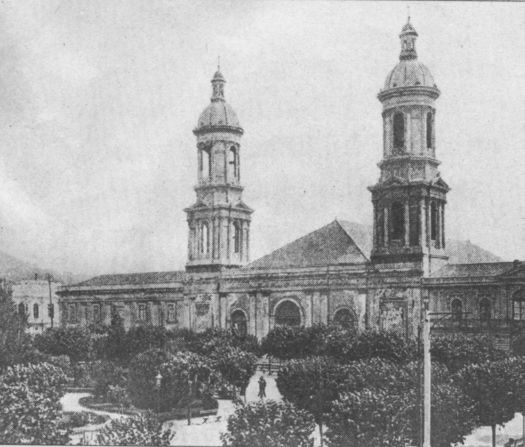
Martínez de Rozas marchó hasta Concepción para promover sus ideas exaltadas. En esta ciudad su discurso tendrá gran aceptación y el día 5 de septiembre se llevaría a cabo un Cabildo Abierto rechazando a los doce diputados por Santiago.

## El Cabildo y la Junta Provisional Gubernativa

### La destitución de los diputados
El Cabildo se reunió a primera hora el día acordado y su asistencia se elevó a más de 180 personas. Las primeras quejas levantadas por el pueblo fuero precisamente las relacionadas con la conducta de los diputados del partido, quienes no hicieron nada ante la ya mencionada elevación de cargos de diputados para Santiago. Se les reprochó también la oposición de estos diputados a que Concepción tuviera un cupo en la conformación del Poder Ejecutivo, por lo cual los asistentes al Cabildo sintieron que la confianza depositada en sus diputados fue traicionada y en el acto le quitaron los poderes a sus representantes. También se acordó dar un plazo de cuarenta días para que los ya exdiputados compareciesen ante el Cabildo y expusieran su conducta. De no hacerlo se les confiscarían sus bienes.
Tras degradar a los diputados, el Cabildo incurrió en elegir nuevos representantes, siendo electos por aclamación el padre Orihuela y Francisco de la Lastra, y como diputados suplentes fueron designados José de la Cruz, Francisco Binimelis y José Jiménez Tendillo. Sin embargo, en la práctica el único que se incorporó al Congreso fue el padre Orihuela.

### La Junta Gubernativa
El siguiente paso de la asamblea fue conformar una Junta que gobernase en Concepción y que actuara como contraparte de las tendencias que se habían dado en Santiago hasta antes del 4 de septiembre en Congreso. Para ello, junto con reafirmársele el cargo a Benavente, se le confirió además el cargo de Presidente de la nueva Junta. Los cuatro vocales que además constituían la Junta Gubernativa fueron Martínez de Rozas, Vásquez de Novoa, Luis de la Cruz y Bernardo Vergara, el secretario sería Santiago Fernández. Aunque esta Junta no contemplaba un rompimiento con Santiago, si contemplaba adjudicarse amplios márgenes de autonomía, puesto que si bien se declaraba dependiente del superior gobierno representativo que se organice en la capital, a la vez tendría la autoridad de un gobernador intendente y podría proveer todos los empleos de la provincia.
Como los tiempos estaban desfasados entre lo que ocurría en Santiago y lo que se sabía en Concepción, el Cabildo además consideró nulo e inconstitucional el cargo en la Junta Ejecutiva de Francisco Javier del Solar, y nombró en dicho puesto a Manuel de Salas, quien había defendido ardorosamente el derecho de Concepción de ocupar un puesto en la Junta.

### Otras medidas del Cabildo Abierto
- Prohibición a los diputados de solicitar directa ni indirectamente empleo, renta, merced ni gratificación alguna mientras ejercieren ese cargo, y hasta un año después de concluido el congreso.[5]
- Declaración de sospechosos a la patria y a la sagrada causa que sostenía, a los que intentasen o promoviesen la división o independencia de las provincias del reino, las unas respecto de las otras, considerándolos como reos de lesa patria y de lesa sociedad.[5]
- Los cargos de regidores del Cabildo serían en adelante electivos, los que habían sido comprados se consideraban vacantes y la Junta tendría que dárselos a vecinos que fuesen de un patriotismo probado y de buenos talentos.[5]
- Cada partido de la provincia de Concepción tendría que conformar juntas locales para reemplazar a los antiguos subdelegados, y compuestas de dos vocales que elegiría el pueblo, y del justicia mayor que los presidiría.[5]

Estas medidas fueron aprobadas por aclamación de la mayoría y luego cada uno de los asistentes firmó el acta en la cual se contenían las medidas que el Cabildo había adoptado aquel día. Sin embargo los realistas que habían asistido al Cabildo (al parecer pocos) se negaron a adscribir a dicha acta, destacando entre ellos el Obispo Martín de Villodres.

## El llamado a nuevas juntas locales
Además, Concepción hizo el llamado a los partidos vecinos de la provincia para que no reconocieran a Santiago y se sumaran a su justa causa, junto con promover juntas locales que revisaran las conductas de sus diputados. Así, en algunos casos, como en Los Ángeles, en lugar de deponer a su representante, el pueblo elogió y reeligió a Bernardo O'Higgins como su representante, tal como reza el acta de la asamblea de dicha ciudad:

El pueblo de la villa de Los Ángeles y su partido acordó reelegirlo nuevamente por tener en su persona plenísima confianza y estar satisfecho del sagrado fuego que le propulsa a beneficiar la patria.

El 1 de noviembre Valdivia siguió su ejemplo y el gobernador, el teniente coronel irlandés Alberto Alejandro Eagar, fue arrestado en un motín y se establece una junta partidaria de Rozas.

## Alarma en Santiago y pronta aclaración
El día 16 de septiembre se conoció la noticia de esta junta, despertando el temor de un rompimiento al interior del país. Sin embargo, cuando se conocieron las razones de la revolución sureña, inmediatamente se supo que ambos movimientos, el de Santiago y Concepción, estaban inspirados en las mismas intenciones, por lo que los temores desaparecieron y se recibió a los diputados de Concepción, siendo fray Antonio Orihuela el encargado de hacer las paces con el nuevo Congreso.
En esa situación se inicia la dictadura de José Miguel Carrera, que durá hasta principios de 1813. El joven caudillo y Rozas mantuvieron buenas relaciones, pero lentamente el primero se empezó a rodear de realistas, moderados y políticos de menor importancia, concentrando el poder en su persona y desplazando a sus rivales. Posteriormente, a inicios de 1812 la situación se polarizo tanto que casi hubo un enfrentamiento bélico entre Santiago y Concepción. Para acabar con el riesgo de un conflicto interno, Carrera manípulo a los jefes militares del sur para derrocar a la junta de Rozas el 8 de julio, cuyo líder fue desterrado a Mendoza. Anteriormente, el caudillo envió al capitán realista Pablo Asenjo a Valdivia, donde conspiró para derrocar a la junta local y nombrar al coronel Francisco Ventura Carvacho Goyeneche como gobernador en nombre de Carrera y el rey. Sin embargo, esto permitió al virrey peruano José Fernando de Abascal contar con una base segura para la expedición del brigadier Antonio Pareja, iniciando la reacción monárquica (algo que ni la invadida España ni los realistas chilenos podían hacer solos).